# Superměsíc

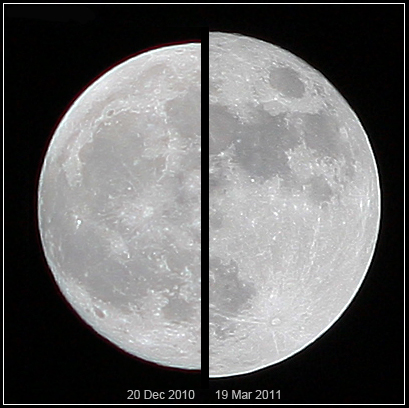
Srovnání průměru superměsíce z 19. března 2011 (vpravo) vůči běžnému úplňku z 20. prosince 2010 (vlevo)

Superměsíc, superúplněk či velký úplněk je neodborné označení astronomického jevu, kdy Měsíc obíhající Zemi prochází ve fázi úplňku či novu perigeem a na své eliptické dráze se nejvíce přiblíží k planetě. K tomuto souběhu dochází u úplňku i novu zhruba jednou za čtrnáct měsíců. Excentricita dráhy Měsíce způsobuje, že v perigeu (přízemí), kdy je Zemi nejblíže, činí vzdálenost až 356 400 km, zatímco v apogeu (odzemí) může být od planety maximálně vzdálen až 406 700 km. Opačným jevem při průchodu odzemím je „mikroměsíc“ neboli „mikroúplněk“.
Velikost jednotlivých superměsíců se liší podle toho, jak dobře se kryje okamžik úplňku (či novu) s dobou přízemí. Záleží také na tom, jak blízko v daném přízemí Měsíc od Země právě je (vzdálenost Měsíce se při různých přízemích liší). Úplňky nejsou vždy stejně velké kvůli „kolébání“ (libraci) lunární dráhy. Rozdíl v jejich velikosti v přízemí a odzemí je relativně malý a dosahuje cca 15 %. Samotný vycházející úplněk se jeví nízko nad obzorem větší, než když vystoupá na oblohu. Průměr kotouče ve skutečnosti zůstává po celou dobu stejný. Zdánlivé zvětšení měsíčního kotouče způsobuje iluzi, při níž mozek porovnává velikost kotouče se známými objekty u obzoru (např. domy, kopce). Jakmile Měsíc vystoupí výš, není kolem něj už vidět žádné pozemské objekty a optická iluze mizí.
Zavedení termínu „superměsíc“ je připisováno astrologu Richardu Nollemu, jehož roku 1978 inspirovalo přečtení odborné stati „Strategická role skočného přílivu v perigeu pro námořní historii a přímořské povodně“ z roku 1976 od hydrologa Ferguse Wooda. V roce 1979 pak Nolle jev definoval v astrologickém časopise Dell Horoscope jako „nov nebo úplněk, který nastává ve vzdálenosti menší nebo rovnající se 90 % jeho nejmenší vzdálenosti od Země na dané oběžné dráze.“ Důvody pro volbu 90 % však neuvedl. Největší a nejjasnější superměsíce pozorované od poloviny 20. století na území Česka nastaly 26. ledna 1948, 14. listopadu 2016, 13.–14. prosince 2016 a k dalšímu takovému dojde 25. listopadu 2034. Vůbec nejbližší superměsíc v úplňku během 21. století byl vypočítán na 6. prosince 2052.